# 赵先顺
赵先顺（1924年—2002年），河南永城顺和乡人，中国人民解放军将领、中国人民解放军中将。
早年参加新四军，后参参加四平保卫战、辽沈战役、平津战役、衡宝战役。中华人民共和国成立后，参加朝鲜战争，后担任沈阳军区副司令员，1985年6月5日被任命为兰州军区司令员。1988年9月被授予中将军衔。